# 러브서치라이트
〈러브서치라이트〉(일본어: ラブサーチライト 라브사치라이토[*])는 시바사키 코우의 27번째(RUI, KOH+ 명의 포함) 싱글곡이다. 2014년 4월 16일에 나유타웨이브 레코드에서 발매됐다.

## 개요
타이틀곡은 애니메이션 영화 《명탐정 코난: 이차원의 저격수》의 주제가. 앤드롭의 우치사와 타카히토가 작곡과 프로듀스를 담당하고 있다.
레코드 회사 유니버설 뮤직 소속 가수가 극장판의 주제간을 담당하는 것은, 1997년 극장판인 《명탐정 코난: 시한장치의 마천루》의 쿄코의 〈Happy Birthday〉 이래로 17년만이 됨.
또, 시바사키 코우가 소속된 예능 프로덕션 스타더스트 프로모션 소속 가수가 《명탐정 코난》 관련의 주제가를 담당하는 것도 우토쿠 케이코의 〈빛과 그림자의 로망〉(1997년) 이래로 17년만이 된다.
초회한정반과 통상반의 초회프레스분에는 에도가와 코난(한국명은 코난)이 시바사키의 손을 잡고 이끄는 그림의 스티커가 동봉된다.

## 수록곡
- 전체 작사: 시바사키 코우
- 전체 작곡: 우치사와 타카히토(앤드롭)

1. 러브서치라이트 [2:58]
2. 맹세(誓い) [5:07]
3. 러브서치라이트 (Instrumental) [2:57]
4. 맹세 (Instrumental) [5:07]